# Marine
Njemačka mornarica (njemački: Deutsche Marine) ili samo Marine je naziv za ratnu mornaricu njemačke u sastavu Oružanih snaga Njemačke (Bundeswehr). Trenutno broji više od 15.500 vojnika.
Njemačka mornarica je osnovana 1956. ulaskom Savezne Republike Njemačke u NATO savez. Nazvana je Bundesmarine. Nakon ujedinjenja Njemačke 1990., pripojena joj je bivša Volksmarine Demokratske Republike Njemačke i od tada je odlučeno da promjeni naziv u Deutsche Marine.

## Oprema
Ukupno, u njemačkoj mornarici ima oko 65 brodova, uključujući; 11 fregata, 5 korveta, 2 minolovca, 10 minolovaca, 6 podmornica, 11 brodova za popunu i 20 raznih pomoćnih plovila. Istisnina mornarice je 220.000 tona.
Brodovi njemačke mornarice uključuju:
4 fregate F125 klase Baden-Württemberg
3 fregate F124 klase Sachsen
4 fregate F123 klase Brandenburg
5 korveta klase K130 Braunschweig (5 dodatnih jedinica u proizvodnji, planirano puštanje u pogon od 2025.) 
6 podmornica tipa 212

Osim toga, njemačka mornarica i Kraljevska danska mornarica surađuju u projektu "Ark Project". Ovim je sporazumom projekt Ark postao odgovoran za strateški pomorski prijevoz njemačkih oružanih snaga, gdje su tri teretna broda i broda za postrojbe s punim radnim vremenom spremni za raspoređivanje. Osim toga, ovi brodovi su također dostupni za korištenje drugim europskim zemljama NATO-a. Tri broda imaju zajednički deplasman od 60 000 tona. Uključujući ove brodove, ukupni deplasman brodova  je 280.000 tona.